# ألقو (بناجوي الشمالي)
ألقو (بالفارسية: آلقو) هي منطقة سكنية تقع في إيران في قسم بناجوي الشمالي الريفي. يقدر عدد سكانها بـ 1,710 نسمة .